# Cantón de Guácimo
Guácimo es el sexto y más reciente cantón de la provincia de Limón, Costa Rica. Fue creado mediante la ley 4573 del 8 de mayo de 1971, segregándolo así del cantón de Pococí. Previo al 2021, era el único cantón de la provincia sin costas en el Mar Caribe. Su cabecera es la ciudad de Guácimo. 
Guácimo está situado en las planicies aluviales de la vertiente del Mar Caribe, y cuenta con grandes áreas cultivadas con banano, yuca, maíz y piña.  También se dedica mucho terreno a la ganadería. En el pasado la zona fue habitada por grupos indígenas, y actualmente se han iniciado excavaciones arqueológicas en varios asentamientos.  En las zonas bajas hay gran cantidad de caños y lagunas.

## Historia
En la época prehispánica, la región donde hoy se ubica el cantón de Guácimo se encontraba habitada por grupos aborígenes de cultura del Área Intermedia, los cuales desarrollaron sociedades complejas de organización jerárquica llamadas cacicazgos. En el sitio arqueológico Severo Ledesma se han encontrado aldeas y cementerios precolombinos donde se han hallado gran cantidad de objetos de cerámica, piezas de oro (cuya manufactura se encuentra influenciada por la cultura Quimbaya del Caribe colombiano) y jarrones trípodes, utilizados en rituales funerarios. El sitio arqueológico Las Mercedes, ubicado en una reserva arqueológica dentro de la Universidad EARTH, es uno de los más importantes y extensos del país, donde se han encontrado, arquitectura monumental como montículos y calzadas, y objetos como metates, asientos de piedra, cerámica de Nicoya, oro y gran cantidad de esculturas en piedra, incluido un chac mool perteneciente al Posclásico de Mesoamérica. Las Mercedes parece haber sido, entre 1500 a. C. y 1.500 d. C., la capital de un importante cacicazgo huetar en el Caribe central de Costa Rica.
Durante el Gobierno de Tomás Guardia Gutiérrez, hacia el año 1882 se finalizó la construcción del ferrocarril al Atlántico en el punto conocido como Carrillo, en las márgenes del río Toro Amarillo. Para que esta empresa fuese rentable económicamente, el señor Minor C. Keith impulsó la siembra de banano a lo largo de la vía.  Esto provocó el nacimiento de muchos poblados, los cuales vegetaron a la sombra del cultivo del banano. Cuando se presentaron enfermedades que atacaron a los cultivos bananeros, la empresa decidió trasladarse a la Vertiente del Pacífico. Esto provocó una grave depresión económica en la zona. Se intentó sustituir el cultivo del banano con cacao, pero este cultivo no rindió los resultados esperados.
Poco a poco fueron naciendo fincas en la zona dedicadas a la agricultura y la ganadería. El maíz, la yuca, los frijoles y otros cultivos brindaron buenos resultados, y la zona volvió a prosperar, aunque seguía con una dependencia muy fuerte del ferrocarril, cuyo servicio era deficiente en el mejor de los casos.  En los años sesenta se descubrieron variedades de banano resistentes a la enfermedad de Panamá, y este hecho provocó el renacer de las plantanciones bananeras en la zona.
Con esta nueva actividad económica, se fue reactivando a las diferentes poblaciones que habían permanecido aletargadas, hasta llegar a la formación del cantón en 1971.  Por estos años se trabajaba en una trocha, la que finalmente unió la región con Siquirres al sur y con Puerto Viejo de Sarapiquí al norte. Posteriormente se construyó la ruta nacional 32, la que cambió por completo el desarrollo de la zona.
En la actualidad, Guácimo es una región con gran movimiento en la agricultura tradicional, así como en las fincas bananeras, y se puede conseguir todo lo necesario para la vida moderna en los negocios de la zona.
En 2021, por medio del expediente de Ley 22.010, al cantón de Guácimo se le añadieron 225 kilómetros cuadrados, traspasados desde el cantón de Pococí al distrito de Río Jiménez.

## División administrativa
El cantón de Guácimo está dividido en cinco distritos:
- Guácimo
- Mercedes
- Pocora
- Río Jiménez
- Duacarí

### Leyes y decretos de creación y modificaciones
- Ley 12 de 19 de septiembre de 1911 (creación, límites y distritos del cantón de Pococí, Guácimo como distrito 3).
- Ley 4753 de 8 de mayo de 1971 (creación y límites del cantón segregado de Pococí).
- Decreto 1769-G de 26 de junio de 1971 (divide el cantón en los distritos: Guácimo, Mercedes, Pocora y Río Jiménez).
- Ley 4886 de 10 de noviembre de 1971 (modifica los límites de este cantón).
- Decreto Ejecutivo 12091-G de 27 de noviembre de 1980 (creación y límites del distrito Duacarí. El decreto fue publicado en Gaceta 242 de 18 de diciembre de 1980).
- Hojas del mapa básico, 1:50.000 (IGN): Agua Fría, Bonilla, Carrillo, Guácimo, Guápiles, Parismina.

## Demografía
Para el año 2022, Cantón de Guácimo cuenta con una población estimada de 49 606 habitantes, y para el último censo efectuado, en 2011, Cantón de Guácimo contaba con una población de 41 266 habitantes.
De acuerdo al censo nacional del 2011, la población del cantón era de 41 266 habitantes, de los cuales, el 8,5 % nació en el extranjero. El mismo censo destaca que había 11 797 viviendas ocupadas, de las cuales, el 51,4%  se encontraba en buen estado y había problemas de hacinamiento en el 5,7% de las viviendas. El 48,7% de sus habitantes vivían en áreas urbanas.
Entre otros datos, el nivel de alfabetismo del cantón es del 96,5%, con una escolaridad promedio de 6,3 años.
El mismo censo detalla que la población económicamente activa se distribuye de la siguiente manera:
- Sector Primario: 47,9%
- Sector Secundario: 12,0%
- Sector Terciario: 40,1%

## Cultura

### Educación
En el distrito de Mercedes se encuentra la Universidad EARTH (Escuela de Agricultura de la Región Tropical Húmeda), reconocida a nivel internacional por la alta calidad de su programa académico e investigación en al área de la agricultura tropical.

## Sitios de interés turístico
Existe una gran cantidad de ríos con pesca abundante y plantaciones de banano bastante extensas. El Museo Nacional de Costa Rica ha realizado excavaciones las cuales han revelado calzadas y empedrados, lo cual demuestra la importancia de los asentamientos indígenas que se ubicaban en la región.  Comúnmente conocida como la Línea Vieja, la ruta entre Guápiles, Guácimo y Siquirres es bastante pintoresca por las poblaciones aledañas a la misma.
Entre los atractivos de Guácimo, esta la visita a ríos en las partes altas del cantón como lo es el Río Parismina, visita a senderos ubicadas en proyectos agroecoturísticos en la zona de Colinas e Isleta (las cuales son administrados por los propios agricultores propietarios de las fincas), jardines y fincas productoras de plantas ornamentales y flores y follajes tropicales. El cantón de Guácimo, alberga a gran cantidad de empresas exportadoras de flores y follajes tropicales y de otras plantas ornamentales propicios para visitar para los amantes de las plantas. En el cantón se encuentra ubicada la Universidad EARTH ( Escuela Agrícola de la Región Tropical Húmeda ) la cual cuenta con diferentes tour guiados y su propio hotel.

## Clima
La precipitación pluvial tiene un promedio de 2,100 mm al año. Los meses de menos lluvias son los de septiembre, octubre y marzo-abril. La temperatura promedio oscila entre los 24 y 33 °C.

## Carreteras y Distancias
Guácimo-San José: 75 km;  Guácimo-Mercedes: 10 km;  Guácimo-Pocora: 11 km;  Guácimo-Río Jiménez: 10 km
La distancia San José - Guácimo por la ruta 32 ( Braulio Carrillo ) es de 75 km.